# Düsseldorfer Geschichtsverein
Der Düsseldorfer Geschichtsverein (DGV) ist ein als gemeinnützig anerkannter Verein, dessen rund 500 Mitglieder sich ehrenamtlich der Erforschung und Vermittlung der Geschichte der Stadt Düsseldorf sowie der Region widmen. Der 1880 ins Leben gerufene Geschichtsverein versteht sich als wissenschaftliche Gesellschaft.

## Gründungsgeschichte

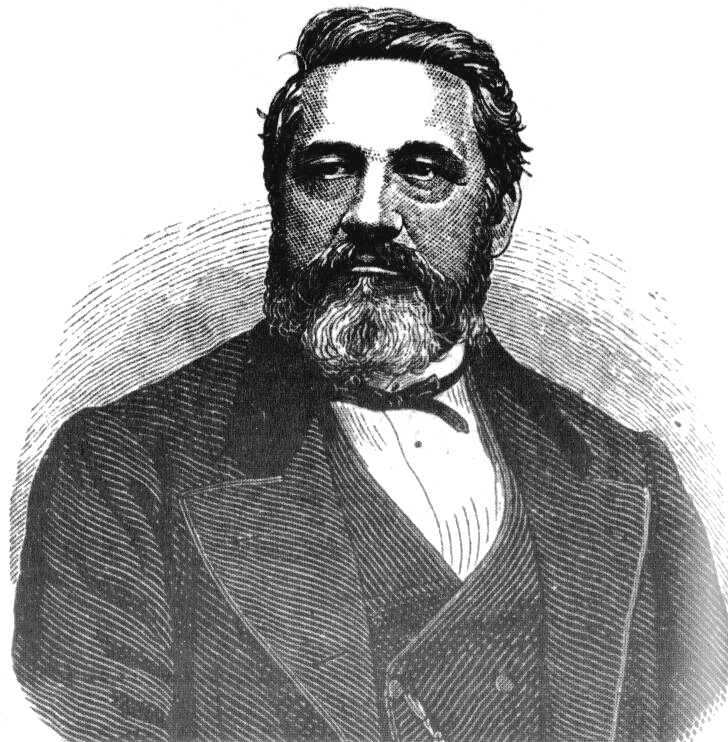
Wilhelm Herchenbach

In der zweiten Hälfte des 19. Jahrhunderts schlossen sich in Deutschland historisch Interessierte (sowohl Wissenschaftler als auch Laien) in zahlreichen historischen Vereinigungen und bürgerlichen Gesellschaften zusammen, die sich der örtlichen Geschichte, der Denkmal- und Mundartpflege widmeten sowie eigene Archive, Sammlungen und Fachbibliotheken zusammentrugen. In den preußischen Provinzen Rheinland und Westfalen waren dies beispielsweise folgende Vereine, die allesamt heute noch bestehen: Historischer Verein für den Niederrhein (gegründet 1854), Bergischer Geschichtsverein mit Schwerpunkt im Bergischen Land (1863), Historischer Verein für Dortmund und die Grafschaft Mark (1872), Historischer Verein für Stadt und Stift Essen (1880), die in Köln ansässige Gesellschaft für Rheinische Geschichtskunde (1881) oder der Verein für Orts- und Heimatkunde in der Grafschaft Mark (1886). In Düsseldorf gab es bereits in der zweiten Hälfte der 1870er Jahre Bestrebungen, einen solchen Verein zu gründen, zumal mit dem 600. Jubiläum der Stadtgründung (1888) ein für die städtische Identität zentraler Anlass bevorstand. Dieses nahende Ereignis, aber auch die immer weiter wachsende und durch die Dynamik der Industrialisierung als besonders hektisch wahrgenommene Veränderung der Stadt und ihrer Bevölkerung trugen dazu bei, dass sich bildungsbürgerliche Kreise (Lehrer, Archivare, Pfarrer) bemüßigt sahen, eine lokale Geschichtsschreibung zu initiieren und in einem neuen Verein zu bündeln.
Vor diesem Hintergrund wurde der DGV am 13. Mai 1880 in einer Wirtschaft in der Düsseldorfer Altstadt auf Initiative des Rektors und Stadtverordneten Wilhelm Herchenbach gegründet. Bei seiner Gründung hieß der DGV ursprünglich Verein für Geschichte und Alterthumskunde von Düsseldorf und Umgegend, er wurde aber bereits 1882 umbenannt in Düsseldorfer Geschichtsverein. In dieser Phase hatte er sich programmatisch deutlich weiter entwickelt von einem Kreis von Amateur-Archäologen und Sammlern hin zu einem Zusammenschluss von hauptamtlichen Historikern und Archivaren. Der Verein begriff sich zeitweise auch als katholisches „Gegengewicht“ zum (protestantisch dominierten) Bergischen Geschichtsverein in Elberfeld.

## Profil, Aufgaben und Ziele
Der Düsseldorfer Geschichtsverein hat sich laut Satzung „die Förderung und Vermittlung neuer Erkenntnisse zur Geschichte des Düsseldorfer Raumes und des Niederrheins als Aufgabe gestellt; er dient damit gemeinnützigen (wissenschaftlichen) Zwecken. Diesen Zwecken dienen die Herausgabe des Düsseldorfer Jahrbuches und anderer Veröffentlichungen sowie die Durchführung von Vorträgen und Studienfahrten. Der Verein ist selbstlos tätig; er verfolgt nicht in erster Linie eigenwirtschaftliche Zwecke.“
Der Verein fördert die historische Forschung zur nordrhein-westfälischen Landeshauptstadt Düsseldorf und der Umgebung. Im weitesten Sinne zählen zur Region, mit deren Geschichte man sich beschäftigt, der gesamte Niederrhein, die historischen Länder Jülich und Berg, Kleve und Mark und Kurköln sowie das Verhältnis Düsseldorfs zu anderen historischen Regionen im Reich oder in Europa. Ferner werden behandelt das napoleonisch dominierte Großherzogtum Berg, die preußische Rheinprovinz sowie die Geschichte des Bundeslandes Nordrhein-Westfalens. Die Themen von Publikationen, Vorträgen oder Bildungsveranstaltungen reichen von der Vor- und Frühgeschichte des Niederrheins über das Mittelalter (Landesgeschichte, Grafen von Berg, Stadterweiterungen, Schlossbau, Stadtbefestigung, Zölle und Rheinschifffahrt) und Frühe Neuzeit (Düsseldorf als Haupt- und fürstliche Residenzstadt mit Gemäldegalerie und Hofoper, internationale Bündnispolitik und Konfessionalisierung) bis hin zum 19. und 20. Jahrhundert mit Fragestellungen der neueren und neuesten Zeitgeschichte (Revolutions- und bürgerliches Zeitalter, Industrialisierung, Sozialgeschichte, Weltkriege, NS-Zeit, Wiederaufbau, neuere Landesgeschichte). Neben kunst-, kultur-, literatur- und architekturgeschichtlichen, religionshistorischen und biografischen Aspekten werden auch die Ortsgeschichten von historisch bedeutenden Stadtteilen (Reichsstadt Kaiserswerth, Stift und Stadt Gerresheim oder Freiheit Angermund) behandelt.
Der DGV bietet seinen Mitgliedern regelmäßig Tagesexkursionen, Vortragsreihen, Bildungsveranstaltungen und Stadtführungen an. Der Verein hat derzeit 493 Mitglieder (Stand: Juni 2016).

## Düsseldorfer Jahrbuch
Das eigene Periodikum Düsseldorfer Jahrbuch erscheint regelmäßig jährlich seit 1886 (nur kriegsbedingt unterbrochen 1941 bis 1946). Die Bände 1 bis 25 (bis 1912) trugen noch den Namen Beiträge zur Geschichte des Niederrheins. Jahrbuch des Düsseldorfer Geschichtsvereins der Jahrgänge 1886–1999 (bzw. Bände 1–15). Dieser Titel wurde dann geändert in den noch heute bestehenden Namen Düsseldorfer Jahrbuch. Beiträge zur Geschichte des Niederrheins (ab Band 26/1913). Wie der Untertitel andeutet, behandelt die Jahresschrift nicht nur die Düsseldorfer Stadtgeschichte, sondern zugleich regional- und landesgeschichtliche Themen. Zu den ersten regelmäßigen Autoren zählten die Ratinger Brüder Heinrich und Peter Eschbach, der Historiker Heinrich Ferber und der Rabbiner der Jüdischen Gemeinde Abraham Wedell. Schon zwei Jahre nach Begründung des Jahrbuches erschien anlässlich des Stadtjubiläums eine umfangreiche Sonderausgabe (Band 3/1888), die sich als erste zusammenhängende Stadtgeschichte Düsseldorfs verstand. Die Aufsätze beschäftigten sich vor allem mit der mittelalterlichen Geschichte, mit geistlichen Stiftungen oder einzelnen Adelssitzen und Höfen der Umgebung sowie mit der jülich-bergischen Landesgeschichte. Daneben wurden bedeutende Urkunden oder Inschriften ediert.
Seit den 1980er Jahren haben kultur- und sozialgeschichtliche Themen sowie Beiträge zur Zeitgeschichte deutlich zugenommen, so etwa zu Zwangsarbeit und KZ-Außenlagern (1988), zu jüdischen Themen (2000), zur Migrationsgeschichte (1986), zur Industrialisierung und Arbeiterschaft (1988), zur modernen Sozial- und Medizingeschichte (1998) oder zu einzelnen Opfern des Nationalsozialismus (1993).
Daneben finden sich ein umfangreicher Besprechungsteil (Rezensionen historischer und heimatkundlicher Neuerscheinungen), der Vereins- und Vorstandsbericht sowie der Denkmalschutzbericht und die Düsseldorfer Jahreschronik mit bemerkenswerten Ereignissen des abgelaufenen Jahres (seit 1992). Das jeweils aktuelle Jahrbuch ist kostenlos für die Mitglieder des Geschichtsvereins. Die Inhaltsverzeichnisse sind digitalisiert abrufbar.

## Weitere Publikationen des Vereins
Neben dem Düsseldorfer Jahrbuch gibt der Verein mehrere aktiv laufende Schriftenreihen heraus:
- Urkundenbücher der geistlichen Stiftungen des Niederrheins (seit 1904)
- Quellen und Forschungen zur Geschichte des Niederrheins (seit 1940)
- Studien zur Düsseldorfer Wirtschaftsgeschichte (seit 1964)
- Kleine Schriftenreihe des Düsseldorfer Geschichtsvereins (seit 2014)

## Bibliothek
Die umfangreiche, durch Stiftungen sowie vor allem Tausch mit zahlreichen in- und ausländischen wissenschaftlichen Instituten, Vereinen und Gesellschaften in den letzten knapp 130 Jahren entstandene stadt- und landesgeschichtliche Bibliothek des Vereins ist inzwischen Bestandteil der Universitätsbibliothek Düsseldorf und steht dort zur allgemeinen Benutzung zur Verfügung.

## Vorstand und Kooperationen
Dem Vorstand des Düsseldorfer Geschichtsvereins gehören derzeit an: Volker Ackermann (1. Vorsitzender), Benedikt Mauer (Stellv. Vorsitzender und Schriftleiter) und Kerstin Früh (Schatzmeisterin) sowie als Beisitzer Felix Droste, Bastian Fleermann, Peter Henkel, Julia Lederle-Wintgens und der ehemalige Leiter des Düsseldorfer Stadtarchivs Clemens Graf von Looz-Corswarem.
Verein und Vorstand kooperieren mit Institutionen, darunter mit dem Stadtarchiv Düsseldorf und dem Landesarchiv NRW/Abteilung Rheinland (Duisburg), mit den geschichtswissenschaftlichen Lehrstühlen der Heinrich-Heine-Universität Düsseldorf, mit dem Stadtmuseum Düsseldorf, der Mahn- und Gedenkstätte Düsseldorf und dem Heinrich-Heine-Institut sowie mit Geschichtsvereinen, Archiven oder Museen in der Region.

## Vorsitzende seit 1880
- Wilhelm Herchenbach, Lehrer (13. Mai 1880–1885)
- Paul Tönnies, Oberlehrer (1885–1887)
- Carl Bone, Gymnasialprofessor (1888–1897)
- Robert Hassencamp (1897–1898)
- Otto Redlich, Staatsarchivdirektor (1898–1906)
- Christian Nörrenberg, Bibliotheksdirektor (1906–1928)
- Paul Wentzcke, Stadtarchivdirektor (1928–1935)
- Bernhard Vollmer, Staatsarchivdirektor (1935–1958)
- Otto Fuhrmann, Regierungsdirektor (1958–1989)
- Dieter Weber, Staatsarchivdirektor (1989–1999)
- Ingeborg Schnelling, Oberstaatsarchivrätin (1999–2001)
- Horst A. Wessel, Leiter des Mannesmann-Archivs (2001–2011)
- Susanne Schwabach-Albrecht, Vorsitzende Literaturbüro NRW (2011–2016)
- Volker Ackermann, Hochschullehrer an der Heinrich-Heine-Universität und Lehrer (seit April 2016)

## Ehrungen: Lacomblet-Plakette und Verdienstmedaille
Der Düsseldorfer Geschichtsverein ehrt verdiente Mitglieder mit der Lacomblet-Plakette. Diese Auszeichnung stiftete der DGV 1947. Sie soll für „hohe Verdienste um die Förderung geschichtlichen Denkens am Niederrhein in besonderen Fällen verliehen werden“. Sie wurde gestaltet von den Künstlern Carl Moritz Schreiner aus Düsseldorf und Gretel Gemmert. Die Auszeichnung trägt den Namen des ersten Leiters des preußischen Provinzialarchivs in Düsseldorf, des heutigen Landesarchivs Nordrhein-Westfalen Abteilung Rheinland, Theodor Joseph Lacomblet. Seit 1947 wurde die Auszeichnung vierzehnmal verliehen, nämlich an:
- Rektor i. R. Georg Spickhoff (Düsseldorf) 1947
- Julius Heyderhoff (Düsseldorf) 1949
- Wolfgang Pagenstecher 1950
- Hans Mosler (Düsseldorf) 1959
- Paul Wentzcke (Frankfurt am Main) 1959
- Edmund Strutz (Wermelskirchen) 1963
- Heinrich Strangmeier (Hilden) 1964
- Friedrich Wilhelm Oediger (Düsseldorf) 1967
- Max Braubach (Bonn) 1969
- Walter Bader (Xanten) 1976
- Hugo Weidenhaupt (Düsseldorf) 1980
- Günter von Roden (Duisburg) 1980
- Helmut Dahm (Düsseldorf) 1983
- Gisela Vollmer (Düsseldorf) 1993
- Klaus E. Müller (Düsseldorf) 2005

Der Verein ehrt Mitglieder, die sich in besonderer Weise um den Verein verdient gemacht haben, mit der „Verdienstmedaille“ des DGV. Inhaber dieser im Jahre 2006 erstmals verliehenen Auszeichnung:
- Dieter Scriverius (2006)
- Eckhard Berke (2012)
- Hanns-Michael Crass (2012)
- Rolf Nagel (2016)

## Ehrenmitglieder
Der DGV ernannte folgende Personen zu Ehrenmitgliedern:
- Prinz Georg von Preußen (†)
- Wilhelm Herchenbach (†)
- Constantin Nörrenberg (†)
- Helmut Dahm (†)
- Paul Kreuter (†)
- Hugo Weidenhaupt (†)
- Gisela Vollmer (†)
- Dieter Scriverius
- Horst A. Wessel
- Friedrich Lau (†)[13]